# Jack Warden
Jack Warden, född John Warden Lebzelter, Jr. den 18 september 1920 i Newark i New Jersey, död 19 juli 2006 i New York i New York, var en amerikansk skådespelare. Han var av irländsk och judisk börd.
Jack Warden var framförallt birollernas mästare, ofta med rollprestationer som uppvisade djupt mänskliga drag som exempelvis ofullkomlighet, förvåning och godtrogenhet. Han Oscarnominerades två gånger och belönades med en Emmy Award 1972 för sin roll i Brian's Song (1971).

## Biografi
Jack Warden föddes i Newark, men växte mestadels upp i Louisville, Kentucky. 
Ursprungligen var Warden proffsboxare under namnet "Joe Costello". Under andra världskriget tjänstgjorde han som fallskärmsjägare. När han återvände från kriget slog han sig på skådespelaryrket, först med en repertoarteater i Dallas och så småningom kom han till Broadway, där han gjorde debut 1952 i Golden Boy. Filmdebuten hade han gjort redan året dessförinnan, i Flottans Johnny.
Jack Warden hade en lång karriär i Hollywood med en mängd roller. Hans kanske mest lysande period var 1970-talet. Han Oscarnominerades för bästa manliga biroll två gånger, för rollerna som rik affärsman i Shampoo (1975) och som godmodig men allt mer förvånad fotbollstränare i Himlen kan vänta (1978). Andra exempel på roller är som president i Välkommen Mr. Chance (1979), Paul Newmans medhjälpare i Domslutet (1982) och roller i Woody Allens filmer Kulregn över Broadway (1994) och På tal om Afrodite (1995).

## Filmografi (i urval)
- 1951 – Revansch i Porto Rico
- 1951 – Flottans Johnny
- 1953 – Härifrån till evigheten
- 1957 – 12 edsvurna män
- 1957 – Ingen undkommer
- 1957 – Svensexa
- 1958 – Ubåt anfaller
- 1959 – Åh, dessa kvinnor
- 1959 – Stormen och vreden
- 1962 – Flykten från Zahrain
- 1963 – Donovans krog
- 1964 – Den röda linjen
- 1965 – Med förbundna ögon
- 1968 – Bye Bye Braverman
- 1971 – Brian's Song
- 1971 – Vem är Harry Kellerman...
- 1971 – What's a Nice Girl Like You...?
- 1971 – Summertree
- 1973 – Halvblodet
- 1973 – Flykten genom vildmarken
- 1974 – Född smart
- 1975 – Shampoo
- 1976 – Alla presidentens män
- 1977 – Slaget om Entebbe
- 1977 – Den vita buffeln
- 1978 – Döden på Nilen
- 1978 – Himlen kan vänta
- 1979 – ...och rättvisa åt alla
- 1979 – Välkommen Mr Chance
- 1979 – Utmaningen
- 1979 – Poseidons hemlighet
- 1980 – Bilskojarna
- 1981 – Sådan pappa - sådan son
- 1981 – En genomskinlig historia
- 1982 – Domslutet
- 1984 – Kvartetten som sprängde
- 1985 – Vingarnas hjälte
- 1985 – Robert Kennedy and His Times
- 1987 – September
- 1987 – Hoover vs. the Kennedys: The Second Civil War
- 1988 – Presidio - Brottsplatsen
- 1988 – Dead Solid Perfect
- 1990 – Dömd för mord
- 1990 – Satungen
- 1991 – Satungen 2
- 1992 – Toys
- 1992 – Natten och staden
- 1992 – Släkten är värst
- 1993 – Skyldig som synden
- 1994 – Kulregn över Broadway
- 1995 – Medan du sov
- 1995 – På tal om Afrodite
- 1995 – Things To Do in Denver When You're Dead
- 1996 – Ed - matchens hjälte
- 1997 – Ön i Fågelgatan
- 1998 – Dirty Work
- 1998 – Bulworth
- 1998 – Chairman of the Board
- 1999 – A Dog of Flanders
- 1999 – Norm show (TV-serie)
- 2000 – The Replacements